# Kamster (soort)
De kamster of gewone kamster (Astropecten irregularis) is een kamster uit de familie Astropectinidae. De wetenschappelijke naam van de soort werd, als Asterias irregularis, in 1777 gepubliceerd door Thomas Pennant. Deze kamster komt onder andere voor langs de Nederlandse kust.

## Beschrijving
De kamster heeft een stijf afgeplat lichaam met vijf armen, die zoals bij de gewone zeester niet soepel zijn, maar stijf en recht. Hij kan tot 20 cm in doorsnee worden. Het dorsale oppervlak lijkt fijnkorrelig. Het onderoppervlak van deze zeester is bleek, maar het bovenoppervlak kan zanderig, geeloranje, roze of bruin lijken. Het heeft vaak paarse punten aan het einde van elke arm en een paarse vlek in het midden van de schijf. Aan de rand van elke arm bevindt zich een dubbele reeks grote randplaten. De bovenste randplaten hebben een grotere conische rug. Het heeft puntige buisvoeten zonder zuignappen.

## Voedsel
Deze zeester is een vleeseter en voedt zich met weekdieren, die hij met zijn armen vangt en vervolgens naar de mond brengt. De prooi wordt dan gevangen door de lange, bewegende stekels rond de mondholte. Omdat hij geen aparte anus heeft fungeert zijn mond ook als anus waarlangs de onverteerde resten waaronder skelet- en schelpresten van de prooien de maag en darmstelsel van de kamster terug verlaten.

## Verspreiding
De kamster wordt gevonden aan de westkust van Noorwegen tot aan Marokko. Het wordt ook gevonden in de hele Middellandse Zee. Deze zeester leeft gedeeltelijk begraven op schoon zand of zanderige modder. Komt voor van laag in het intergetijdengebied tot een diepte van wel 1000 meter. Deze zeester leeft vooral op zandbodems, waar hij zich overdag voor het grootste deel kan ingraven, maar kan ook gevonden worden in zeegrasvelden en tussen wierbossen.

## Synoniemen
- Asterias aranciaca O.F. Mueller, 1776 (synoniem volgens Sladen; 1889)
- Astropecten aurantiaca Forbes, 1841 (volgens Perrier; 1875)
- Astropecten hispidus Müller & Troschel, 1842 (volgens Döderlein; 1917)
- Astropecten muelleri Müller & Troschel, 1844
- Astropecten acicularis Norman, 1865 (volgens Sladen; 1889)
- Astropecten pontoporeus Sladen, 1883 (ondersoort volgens Döderlein; 1917)